# ピアノと管楽器のための協奏曲
ピアノと管楽器のための協奏曲は、イーゴリ・ストラヴィンスキーが作曲したピアノ協奏曲である。クーセヴィツキー夫人に献呈された。いわゆる吹奏楽の伴奏ではなく、『管楽器のサンフォニー』やヴァレーズの諸作のように管弦楽の弦楽器部分を取った編成の伴奏である。
同じころに作曲された弦楽器が登場しない協奏曲としてはアルバン・ベルク『室内協奏曲』（1925年）、ジャック・イベール『チェロと管楽器のための協奏曲』（1925年）、クルト・ヴァイル『ヴァイオリンと管楽器のための協奏曲』（1925年）、バルトーク『ピアノ協奏曲第2番』（1933年）の第1楽章などがある。

## 概要
作曲は1923年から1924年にかけて行なわれ、1924年5月22日、パリのオペラ座にて作曲者のピアノ、クーセヴィツキーの指揮により初演された。
1950年に改訂されている。

## 編成
独奏ピアノ、ピッコロ、フルート3、オーボエ2、コーラングレ、クラリネット2（A管）、ファゴット2（第2奏者コントラファゴット持ち替え）、ホルン4（F管）、トランペット4、トロンボーン3、チューバ、ティンパニ、コントラバス

## 構成
全3楽章で構成されているが、第2楽章と第3楽章は連続して演奏される。演奏時間は約22分。
- 第1楽章 Largo - Allegro - Più mosso - Maestoso
- 第2楽章 Largo - Più mosso - Tempo Primo
- 第3楽章 Allegro - Agitato - Lento - Stringendo